# Amphipsylla dumalis
Amphipsylla dumalis är en loppart som beskrevs av Jordan et Rothschild 1915. Amphipsylla dumalis ingår i släktet Amphipsylla och familjen smågnagarloppor. Inga underarter finns listade i Catalogue of Life.